# David John Keil
David John Keil (n. 1946) es un botánico y profesor estadounidense.

## Algunas publicaciones

### Libros
- marlin Harms, david j. Keil. 2010. Wildflowers of San Luis Obispo, California. Editor	City of San Luis Obispo & California Native Plant Soc. 86 pp. ISBN 1615845925

- dirk r. Walters, david j. Keil. 1996. Vascular Plant Taxonomy. 4ª edición ilustrada de Kendall/Hunt Publ. Co. 608 pp. ISBN 0787221082

- v.l. Holland, david j. Keil. 1995. California vegetation. Editor Kendall/Hunt Publ. Co. 516 pp. ISBN 0787207330

- david j. Keil. 1986. Study guide to selected families of plants. 65 pp.

- ------------------.1973. A Re-evaluation of Pectis L. Subgenus Pectidopsis (DC.) Fernald (Compositae: Pectidinae). Editor Ohio State Univ. 408 pp.

- ------------------. 1970. Vegetation and Flora of the White Tank Mountains Regional Park, Maricopa County, Arizona. Editor Arizona State Univ. 176 pp.

## Honores

### Eponimia
- (Asteraceae) Ancistrocarphus keilii Morefield[2]

- (Asteraceae) Chrysanthellum keilii B.L.Turner[3]
- La abreviatura «D.J.Keil» se emplea para indicar a David John Keil como autoridad en la descripción y clasificación científica de los vegetales.[4]